# 363
Кінець правління імператора Юліана Відступника, початок правління Йовіана в Римській імперії. Війна Риму з Персією. У Китаї правління династії Цзінь. В Індії починається період імперії Гуптів. У Японії триває період Ямато. У Персії править династія Сассанідів.
На території лісостепової України Черняхівська культура. У Північному Причорномор'ї готи й сармати. Історики VI століття згадують плем'я антів, що мешкало на території сучасної України приблизно з IV сторіччя.

## Події
- Війна Риму з Персією:
  - 5 березня Юліан виходить із Антіохії в напрямку Євфрату.
  - У квітні римські війська переправляються через Євфрат. Облога Пірузшапура.
  - 29 травня римляни добралися до Ксетифона. Перси застосовують тактику спаленої землі і римляни залишаються без припасів.
  - 16 червня римське військо починає відступ.
  - 26 червня імператор Юліан смертельно поранений.
  - Війська проголошують імператором Йовіана.
  - Йовіан укладає мир з персами на ганебних умовах, поступаючись 4 з 5 провінцій, які відвоював Галерій у 298.
- 27 червня зі смертю римського імператора Юліана закінчилась спроба відродити поганську віру в державі.
- Церковний собор у Лаодікеї заборонив суботу як день відпочинку, й постановив єдиним днем відпочинку неділю.

## Померли
- Святий Артемій
- Юліан Відступник